# Mugen
Il Mugen (o M.U.G.E.N.) è uno strumento di creazione di videogiochi in 2D sviluppata da Elecbyte nel 1999 ed è scritto in C. La sua peculiarità è di poter creare facilmente videogiochi picchiaduro a incontri in stile Street Fighter, semplicemente importando personaggi e musiche da altri videogiochi o creandoli in proprio.

## Caratteristiche
La novità della piattaforma rispetto ai grandi giochi "picchiaduro" esistenti è il fatto che è personalizzabile al 100%: infatti si ha la possibilità di creare ed inserire nuovi personaggi, sfondi, musiche, suoni, effetti grafici, menu.
Nonostante il discreto successo, il progetto del sistema di gioco M.U.G.E.N è stato fermo per 7 anni dopo le ultime release su Linux e una beta privata su Windows. Ma dopo il decennale, il progetto è ripartito con una Release Candidate, aggiungendo caratteristiche come il supporto della grafica ad alta definizione, e nuovi parametri per gli sfondi a 4:3 e 16:9.

## Piattaforme supportate
La piattaforma, nata per MS-DOS, è successivamente passata sotto Microsoft Windows e Linux.
Il team di sviluppatori ufficiale, dopo l'uscita di Windows XP a fine 2001, pubblicò una versione per Linux e chiese alla comunità dei fondi per sviluppare una versione per Windows, chiamata WinMugen.
Le vicissitudini portarono a una pubblicazione "privata" di questo WinMugen, fatto che ha portato la comunità a sviluppare versioni chiamate "Hacked", in modo da poter avere un Mugen funzionante anche sotto sistemi Windows.
Attualmente grazie a diversi progetti non ufficiali, è possibile avere versioni per PSP, PS2, PS3, XBOX, XBOX 360, ma è importante tenere conto che tutti questi "port" sono versioni beta o addirittura alpha, e che alcuni di questi non sono più sviluppati.
Ma in occasione del decennale, Elecbyte ha annunciato e in seguito pubblicato una nuova versione del Mugen, che ha preso la nominazione 1.0, attualmente in fase Release Candidate.

## Cloni
Si pensava che la Elecbyte avesse abbandonato lo sviluppo del Mugen, senza pubblicarne il codice sorgente; altri progetti sono stati avviati per ricreare da zero il motore originale. A marzo 2009, i seguenti progetti sono in versione beta giocabile:
- ShugenDo (closed source): progetto attivo e giocabile sviluppato da SakirSoft che offre una compatibilità vicina al 100% con i vecchi personaggi e i vecchi stage (questi ultimi devono essere però convertiti con un tool messo a disposizione dallo sviluppatore stesso)[4]
- JMugen (open source): progetto attivo e giocabile sviluppato da un privato, che ha la peculiarità di essere sviluppato interamente in Java e di avere anche una funzione di Live Debug (modifica di parametri di codice direttamente dall'applicazione aperta)[5]
- Open Mugen (open source): Progetto disponibile su (sourceforge), ormai discontinuo di una variante del Mugen open source.[6]